# Kaloula baleata
Kaloula baleata es una especie de anfibio anuro de la familia Microhylidae.

## Distribución geográfica
Esta especie habita:
- en la India en las Islas Andamán;
- en indonesia
- en Malasia peninsular y Malasia oriental;
- en las Filipinas en la isla de Palawan;
- en Tailandia;
- en el sur de Vietnam;
- en Timor oriental.[5]

Su presencia es incierta en Brunéi.

## Descripción
Kaloula baleata mide aproximadamente 60 mm para los machos y 65 mm para las hembras.

## Publicación original
- Van Oort & Müller, 1836 : Aanteekeningen gehouden op eene reize over een gedeelte van het eiland Java. Verhandelingen van het Bataviaasch Genootschap der Kunsten en Wetenschappen, vol. 16, p. 81-156[6]